# Mâtrikâ
Les Mâtrikâ (IAST: mātṝkā, litt. « mères »), Matar (Sanskrit: मातृका au singulier) ou Matri, sont des déesses mères (Devi) de l'hindouisme toujours représentées collectivement, souvent par sept (Saptamatrika ) ou huit (Ashtamatrika). Dans la Brihat Samhita, Varahamihira dit qu’« il faut représenter les mères en pensant aux grandes divinités (hindoues) correspondant à leurs noms. » Les Matrikas sont en effet les épouses respectives, ou énergies (shakti) des dieux de l'hindouisme : Brahmani de Brahma, Vaishnavi de Vishnou, Maheshvari de Çiva, Indrani d’Indra, Kaumari de Kârttikeya, Varahi de Varâha et Châmundâ de Chandi ; à ces noms, on ajoute parfois ceux de Narasimhi (épouse de Narasimha) et de Vinayaki (épouse de Ganesh).
Initialement personnification des sept Pléiades, leur culte s'est diffusé au VIIe siècle, au point de devenir un élément systématique des temples de déesses à partir du IXe siècle. Le culte des Saptamatrika est surtout prévalent en Inde méridionale, alors que les Ashtamatrika sont vénérées au Népal, entre autres.
Les Mâtrikâs occupent une place particulière dans la branche tantrique de l'hindouisme ; pour le shaktisme, elles « assistent la grande  Shakta Devî dans son combat contre les démons. » Certains théologiens les considèrent même comme des déesses shivaïtes. Elles se rattachent aussi au culte du dieu guerrier Skanda. Dans la plupart des sources, les Matrikas sont associées au don de la vie et aux naissances, mais aussi aux maladies et à la protection des enfants : pour ces raisons, elles étaient généralement craintes et « personnifiaient les périls ». On les invoquait pour conjurer les maladies infantiles, qui emportaient tant d'enfants avant qu'ils aient atteint l'âge adulte. Ce n'est qu'ensuite que leur rôle de protectrices s'est affirmé dans la mythologie, encore que la tradition aient préservé quelques-uns de leurs traits inquiétants et farouches : elles symbolisent la fécondité désordonnée de la nature et sa force parfois destructrice.

## Origine et expansion

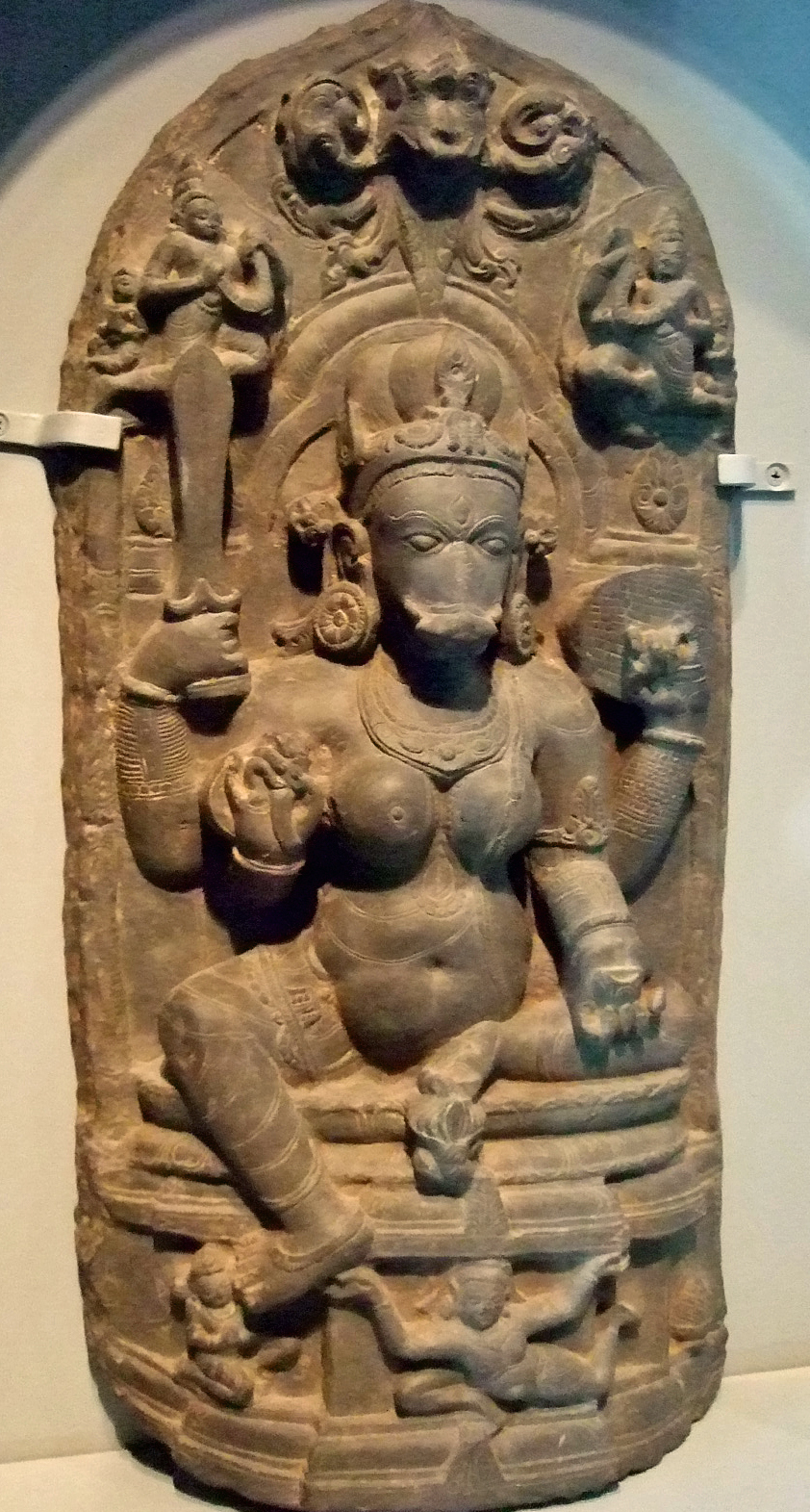
Varahi, l'une des Matrikas

Les Matris ou Mâtrikâs  seraient issues de la transpiration de Çiva lorsqu'il chassa les démons du paradis, après que ceux-ci eurent vaincu les dévas.
Selon Jagdish Narain Tiwari et Dilip Chakravati, le culte des Mâtrikâs remonterait à la Période védique et à la Civilisation de la vallée de l'Indus : à l'appui de leur thèse, ils citent des sceaux comportant des rangées de sept femmes,. Le Rigveda (chap. IX 102.4) évoque bien un groupe de sept Mères présidant à la préparation de la soma, mais l'allusion la plus claire se trouve dans certains chapitres spécifiques de l'épopée de la Mahabharata, datée du Ier siècle av. J.-C.,. Madhu Wangu que la description des Mâtrikâ donnée dans la Mahabharata s'inspire du groupe des sept femmes depeintes sur ces sceaux de la vallée de l'Indus.
Quoi qu'il en soit, dès le Ve siècle, toutes ces déesses faisaient partie du panthéon de l'hindouisme en tant que divinités tantriques,. David Kinsley avance que les Mâtrikâs auraient été des idoles rustiques, plus tard agrégées à la mythologie hindouiste et cite deux raisons à l'appui de sa thèse : la Mahabharata les dit noires de peau, parlant une langue étrangère et habitant des zones retirées, enfin associées au dieu Skanda et à son père, Çiva, qui, quoique védiques, possèdent des attributs. Sara L. Schastok suppose que les Mâtrikâs sont dérivées du culte des Yaksha, génies rustiques associés aux cultes de Skanda et de Kubera – souvent représentés avec les Matrikas. En contradiction avec l'hypothèse d'une origine de l'Indus, Bhattacharyya observe que :

« Le culte du principe féminin est un aspect essentiel de la religion dravidienne, le concept de shakti est partie intégrante de leur religion [...] Le culte des Sapta Mâtrikâ, ou des Sept déesses mères, partie intégrante de la religion Shakta, pourrait bien être d’inspiration dravidienne . »

— Bhattacharyya (1974)
Le culte des Sapta-Mâtrikâs fut d'abord lié à celui de Skanda (Kumara) puis à celui de la secte de Çiva ; mais ce n'est que sous l'Empire kouchan (Ier au IIIe siècle), qu'apparaissent les premières sculptures indiscutables des Mâtrikâs. Ces statues s'inscrivaient dans la croyance au Balagraha (« le tueur d'enfants »), née de la peur des maladies infantiles. La tradition du Balagraha s'articulait autour de la vénération de l'enfant Skanda et de ses nourrices, les Mâtrikâs. Ces divinités personnifiaient les périls menaçant les enfants, et on se les conciliait par des offrandes. Les statues, par leurs attributs et leurs armes, reflétaient les caractéristiques à la fois maternelles et punitives des Mâtrikâs. Ce sont des représentations de groupe, où les déesses sont indifférenciées : ce point évoluera à l'ère Gupta.
Sous la période Gupta (IIe au VIe siècle), les icones de Mâtrikâs se mulitplièrent à travers les villages. Les idoles vénérées par leurs soldats, comme les Matrikas, étaient reconnues par les souverains Gupta et ils faisaient sculpter leurs effigies étaient sur les monuments royaux afin de conforter la loyauté et l'attachement de leurs troupes. Les rois Skandagupta et Kumaragupta Ier (vers la seconde moitié du Ve siècle) prirent même modèle sur Skanda (Kumara) et accrurent le prestige des nourrices de Skanda, les Mâtrikâs, qui, d'idoles rustiques, devinrent des déesses du panthéon. Depuis le IVe siècle, le village de Parhari, dans le Madhya Pradesh, abritait un rocher sculpté voué exclusivement aux Sapta Matrika.
Les rois de la dynastie des Ganga de l'ouest (entre 350 et 1000), firent édifier plusieurs temples hindous au Karnataka et firent sculpter les saptamatrika ; leurs monuments arboraient des motifs représentant les saptamatrikas. La vogue des sculptures de Matrika sculptures s'affirma encore davantage sous les Gourdjara–Pratihâra (VIIIe au Xe siècle) et à la période Chandela (VIIIe au XIIe siècle). Les Chalukyas se disaient nourris par les Sapta Mâtrikâs : en ces temps, il était courant pour les dynasties d'Inde méridionale de se trouver des ancêtres parmi les lignage des royaumes du nord.

## Mythes

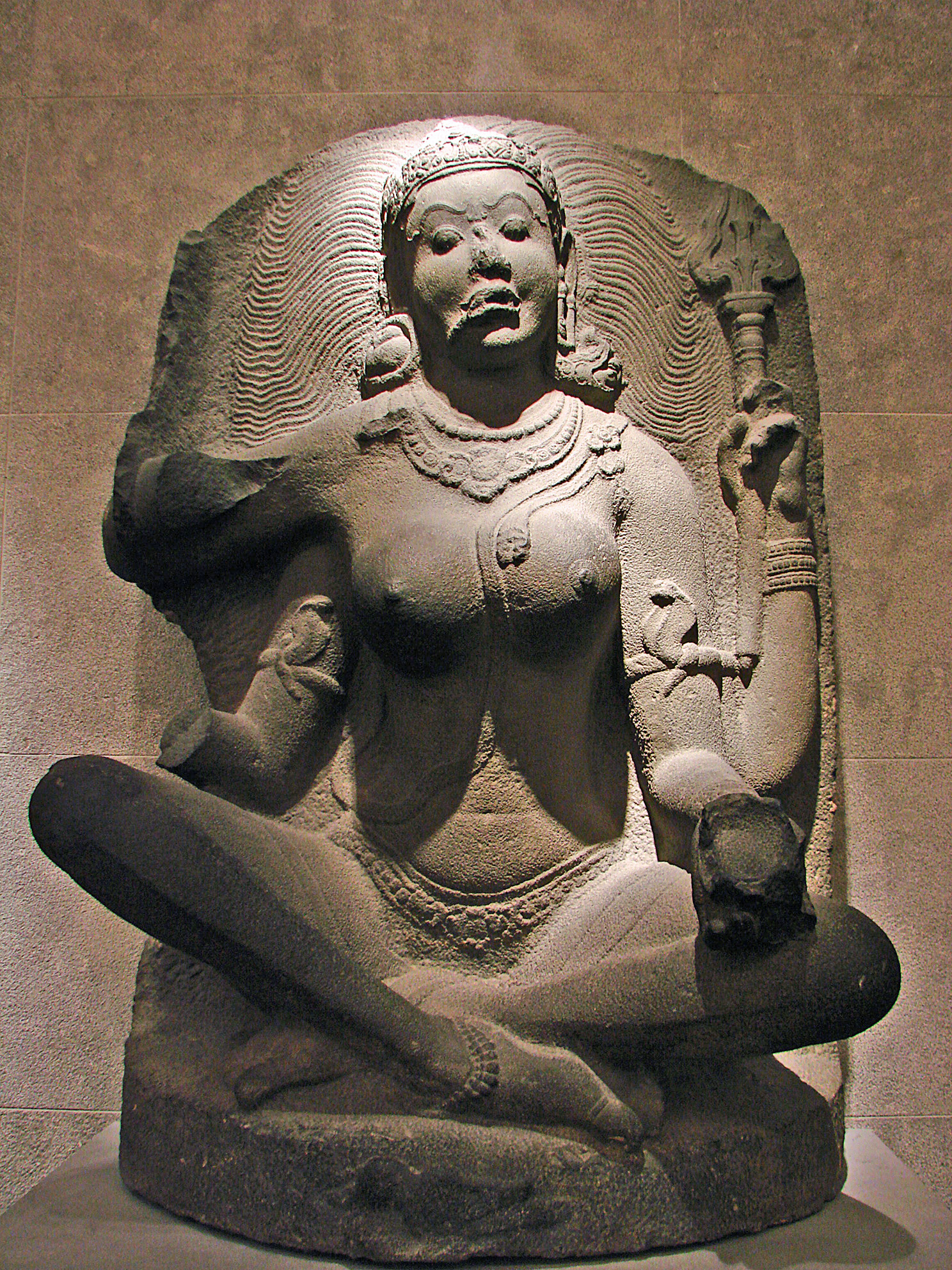
Statue de granite tchola de la Mâtrikâ Maheshvari, munie d'un trident ; le cippe représente le taureau Nandi (Musée Guimet, Paris).

Plusieurs purana traitent de l'origine des Mâtrikâ : la Matsya Purana (en), la Vamana Purana (en), la Varaha Purana (en), la Kurma Purana (en) et la Suprabhedagama y font référence, ce qui montre leur antiquité.
Selon la légende de Soumbha et Nisoumbha du Devi Mahatmya, les Mâtrikâ sont les shaktis des corps des dieux – Brahma, Shiva, Skanda, Vishnou, Indra; et affectent leur apparence, tout en reprenant leurs attributs. C'est sous cette incarnation qu'elles affrontent l'armée des démons, : ce sont des déesses guerrières et des exécutantes de Dourgâ, chargées de tâches sinistres. Après la bataille, telles des Ménades, elles se livrent à des Bacchanales, enivrées du sang de leurs victimes. On retrouve à peu de chose près cette description dans la Devi Bhagavata Purana et dans la  Vamana Purana. La Devi-Bhagavata Purana cite, outre les Saptamatrika, trois autres déesses-shaktis, portant leur nombre à 10.
Selon ce dernier épisode de Devi Mahatmya, Dourgâ aurait créé les Mâtrikâ de sa propre substance et, avec leur aide, aurait massacré l'armée des démons. Dans ce récit, Kali (avec l'épithète « sanguinaire », Châmundâ) est l'une des Matrika ; elle boit le sang du démon Raktabidjah. Lorsque le démon Shoumbha défie Dourgâ en combat singulier, Dourgâ dissout les Matrikas dans son propre corps. Toujours selon la Vamana Purana, les Mâtrikâ sont issues de Devi et non des dieux masculins, quoiqu'elles reprennent les noms de ces dieux.
Mais selon la Matsya Purana, Çiva aurait créé sept Mâtrikâ pour combattre le démon Andhaka, qui avait la faculté de se dédoubler à partir de chaque goutte de sang qu'il versait, une fois blessé. C'est précisément en buvant son sang que les Mâtrikâ aident Çiva à vaincre le démon. Après la bataille, les Mâtrikâ multiplient les destructions, commençant par dévorer d'autres dieux, démons et être humains ; et c'est Narasimha, incarnation léonine de Vishnou, qui met un terme à cette furie en suscitant 32 anges : Narasimha incite les Mâtrikâ à protéger les hommes au lieu de les détruire ; en retour, elles en seront adorées. À la fin du récit, la terrible incarnation Bhairava de Çiva se fige avec les Mâtrikâ en une statue, à l'emplacement même où s'est déroulée la théomachie, . Cette légende est reprise par la Vishnoudharmottara Purana, mais précise que les Mâtrikâ sont les incarnations des vices humains :  l'envie, l'orgueil, la colère, etc.

## Iconographie

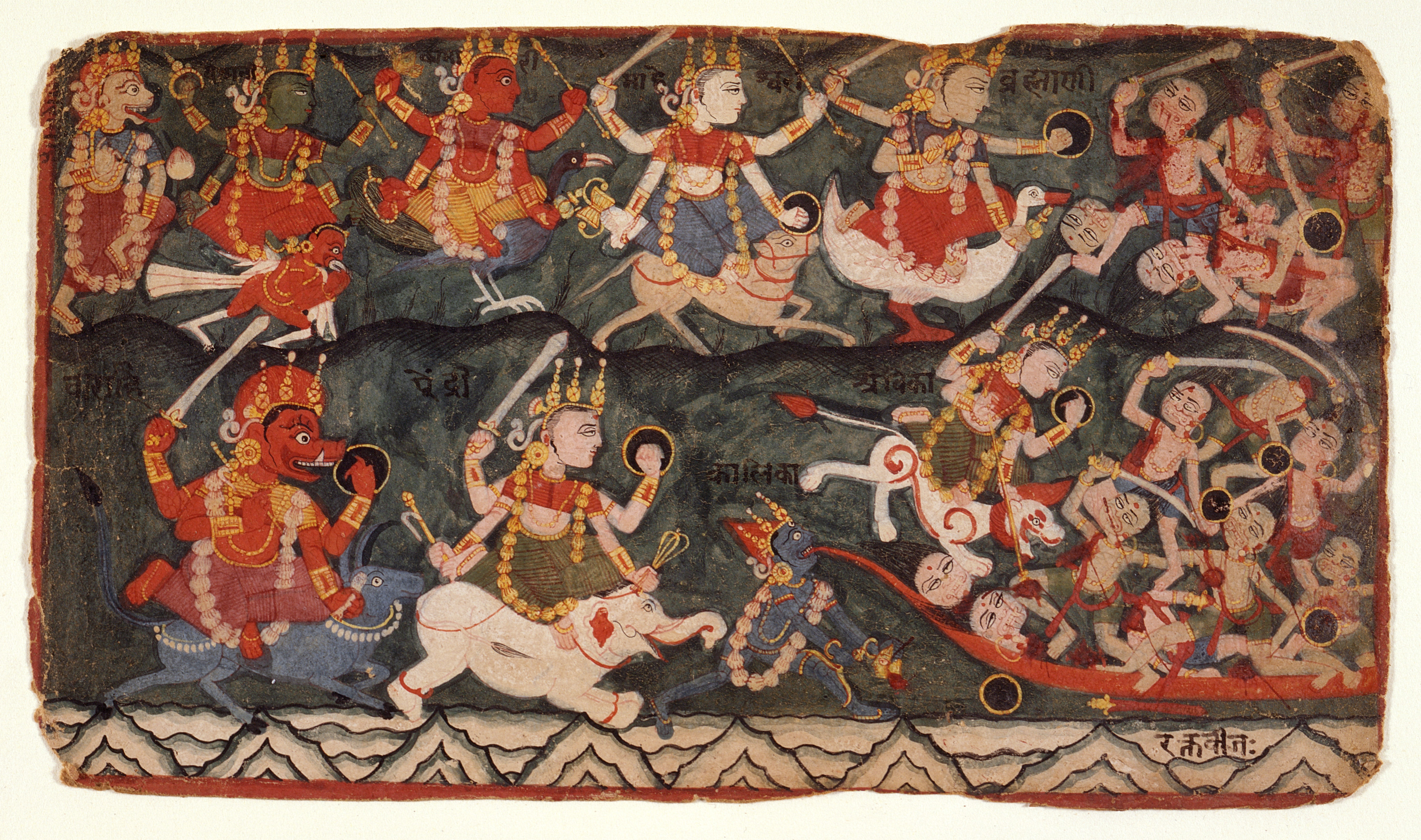
La déesse Ambika (identifiée à Dourga ou Chandi) menant les huit Matrikas au combat :
(haut, de gauche à droite) Narasimhi, Vaishnavi, Kaumari, Maheshvari, Brahmani ;
(bas, de gauche à droite) Varahi, Indrani et Chamunda ou Kali affrontant le rakshasa Raktabīja. Folio d'un Devi Mahatmya.

Les attributs des Matrikas ont été décrits dans plusieurs textes sacrés de l'hindouisme : la Mahabharata, les Puranas tels la Varaha Purana, l’Agni Purana, Matsya Purana, Vishnudharmottara Purana et la Devi Mahatmya (une partie de la Markandeya Purana) ainsi que dans les Āgamas comme l’Amsumadbhedagama, la Surabhedagama, la Purvakarnagama et la Rupamandana.